# Borzonasca
Borzonasca – miejscowość i gmina we Włoszech, w regionie Liguria, w prowincji Genua.
Według danych na rok 2004 gminę zamieszkiwało 2006 osób, 25,4 os./km².